# 10 vides
10 vides (títol original en anglès, 10 Lives) és una pel·lícula d'animació còmica del 2024 dirigida per Chris Jenkins, que va coescriure el guió amb Karen Wengrod i Ken Cinnamon. Es tracta d'una coproducció del Canadà, el Regne Unit, França i els Estats Units. La pel·lícula compta amb les veus originals de Mo Gilligan, Simone Ashley, Sophie Okonedo, Zayn Malik, Dylan Llewellyn, Jeremy Swift, Tabitha Cross i Bill Nighy. La història tracta sobre un gat domèstic consentit, en Beckett (Gilligan), que dona totalment per feta la sort que ha rebut; és estimat i rescatat per la Rose, una estudiant bondadosa i apassionada centrada a salvar la població mundial d'abelles, després que el moix estigui a punt de perdre la seva novena vida. S'ha doblat al català.
Es va estrenar el 20 de gener de 2024 al Festival de Cinema de Sundance, a Park City (Utah). Al Regne Unit, la pel·lícula es va poder veure a Sky Cinema i en estríming a la plataforma Now. Netflix va adquirir-ne els drets de distribució nord-americans per tal d'estrenar-la el 2025.